# Cristo Rei (Dili)

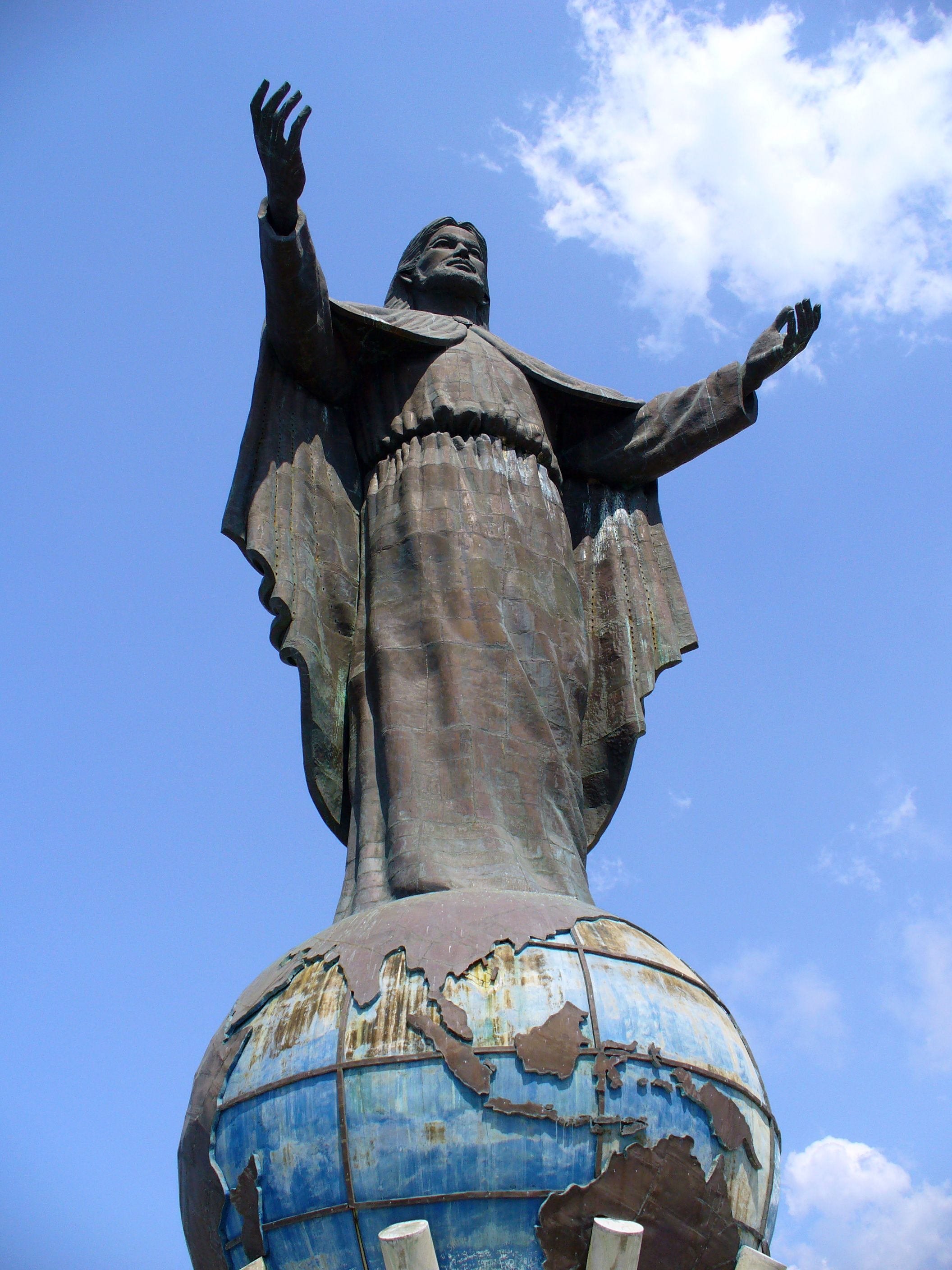
Christ Dili

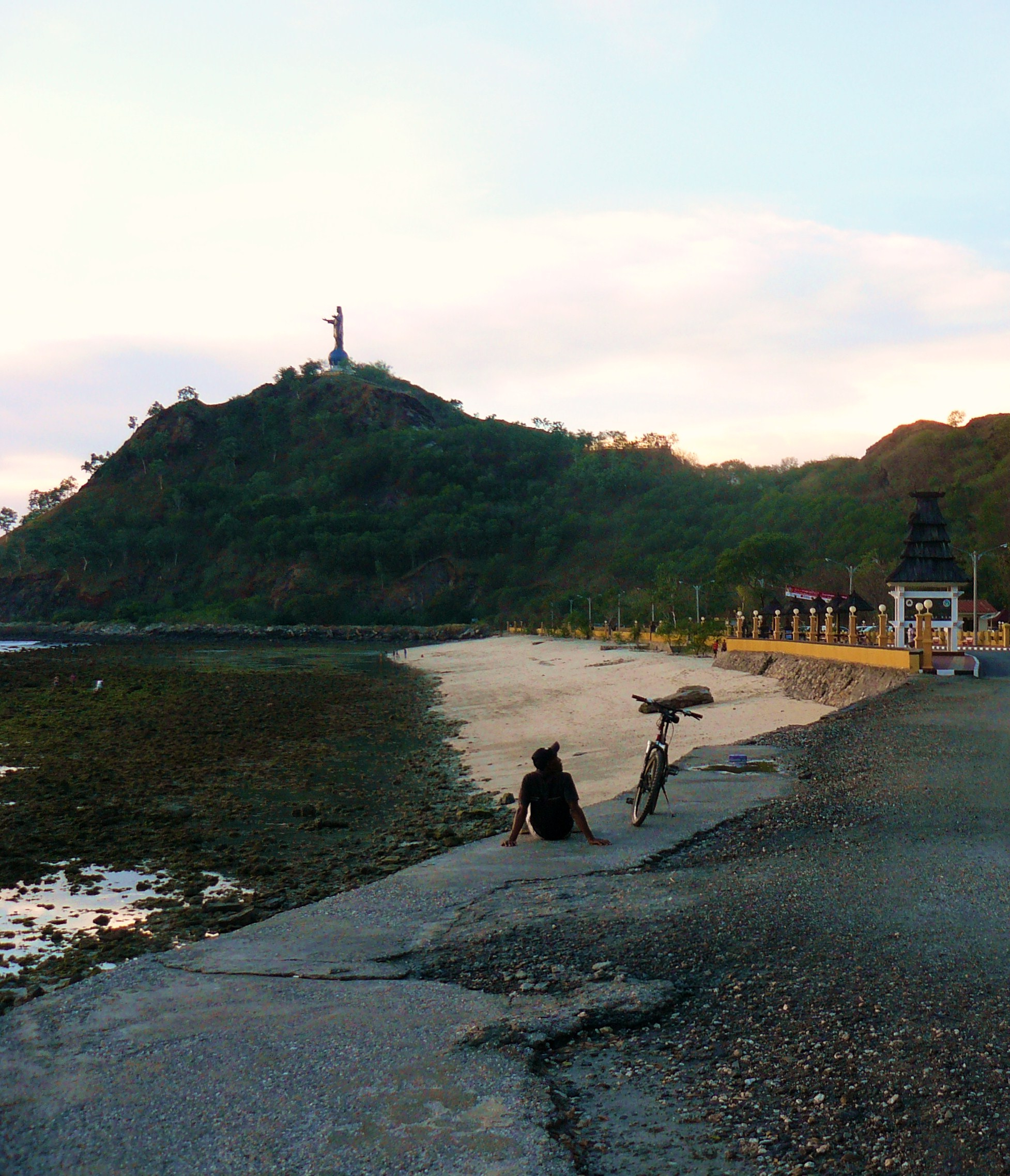
Cristo Rei gezien vanaf het Areia Branca strand

Cristo Rei van Dili is een 27 meter hoog beeld van Jezus Christus in Dili, de hoofdstad van Oost-Timor (Tetun: Timór Lorosa'e, Portugees: Timor-Leste). Het beeld staat op het schiereiland Fatucama en is te bereiken via een 500 treden tellende trap.

## Geschiedenis
Het idee om een beeld voor Christus op te richten werd voorgesteld door José Abilio Osorio Soares (de voormalige gouverneur tijdens de Indonesische bezetting) aan president Soeharto. Het beeld zou een geschenk moeten zijn ter gelegenheid van de 20e verjaardag van de Indonesische overheersing van Oost-Timor. Soeharto wees de president van Garuda aan om het project te begeleiden. Tevens werd Garuda de verantwoordelijkheid gegeven om de fondsen te realiseren voor de financiering van het project. Omdat Garuda hier niet in slaagde, werd een beroep gedaan op het Oost-Timorese zakenleven en de bevolking om de financiering rond te krijgen.
Aan het lichaam van het beeld werd door 30 man bijna een jaar gewerkt in Sukaraja (Bandung). Het beeld werd vervolgens in 27 delen verscheept naar Dili. De opbouw van het beeld op een wereldbol en een 10 meter hoog kruis nam drie maanden in beslag.
Leiders van het Timorese verzet uitten kritiek op de oprichting van het beeld. Men beschuldigde Jakarta van politieke propaganda met als doel de bevolking te paaien. Echter, de grootsheid van het beeld werd gewaardeerd en tegenwoordig is het beeld uitgegroeid tot een symbool van Dili.
Het beeld werd op 15 oktober 1996 onthuld. Bisschop Carlos Filipe Ximenes Belo, president Soeharto en José Abilio Osorio Soares waren hiervan getuige vanuit een helikopter.
Bij zijn bezoek aan Oost-Timor zegende Paus Johannes Paulus II het beeld.

## Algemeen
Het beeld werd ontworpen door de indonesische kunstenaar Mochamad Syailillah. De hoogte van het beeld is inclusief de sokkel 27 meter. De hoogte verwees naar het feit dat Oost-Timor als 27e provincie van Indonesië gold. Het beeld van Jezus zelf is 17 meter hoog, een verwijzing naar Soekarno's onafhankelijkheidsverklaring van Indonesië op 17 augustus 1945. Een kruisweg met 14 staties leidt naar het beeld. Onderaan het standbeeld bevindt zich een kapel.